# 你(あなた)/まごころ
『你(あなた)/まごころ』（ニイ(あなた)/まごころ）は、テレサ・テンの日本での通算7枚目のオリジナル・アルバムである。1980年9月28日にポリドール・レコードからLP盤（レコード品番：28MX 1007）とカセットテープ（規格品番：28CX-1007）形式でリリースされた。全12曲収録。
ディスクジャケット帯のキャッチコピーは「テレサ・テン（鄧麗君）が心をこめて贈るベスト・ニュー・アルバム」。

## 概要
同年7月リリースした新曲「你 (あなた)」と以前の一部ヒット曲をはじめ、3曲のカヴァー曲と3曲の完全オリジナル曲を収録。佐々木幸男がプロデューサー、福住哲弥がディレクター、近藤信治がジャケット撮影を務めている。
2006年4月12日にユニバーサルミュージックより初CD化（規格品番：UPCY-6136）された。

## 批評
CDジャーナルは、「シングル曲「あなた」「まごころ」をはじめ、加藤登紀子のカヴァー「愛のくらし」、中国青海地方民謡の「草原情歌」などが楽しめる。」と評した。

## 収録曲
| #         | タイトル                       | 作詞                      | 作曲                 | 編曲       | 時間  |
| --------- | ------------------------------ | ------------------------- | -------------------- | ---------- | ----- |
| A1.       | 「你 (あなた)」                | 山上路夫                  | 信楽順三（採譜）     | 小野崎孝輔 | 3:28  |
| A2.       | 「空港」                       | 山上路夫                  | 猪俣公章             | 森岡賢一郎 | 3:46  |
| A3.       | 「ふるさとはどこですか」       | 中山大三郎                | うすいよしのり       | 竜崎孝路   | 3:35  |
| A4.       | 「夜のフェリーボート」         | 山上路夫                  | 井上忠夫             | 森岡賢一郎 | 3:15  |
| A5.       | 「愛のくらし」                 | 加藤登紀子                | T. Children A. Hause | 小野崎考輔 | 3:37  |
| A6.       | 「草原情歌」                   | 劉俊南 青木梓（翻訳）     | 中国青海地方民謡     | 羽丘仁     | 3:39  |
| B1.       | 「まごころ」                   | 相川光正                  | うすいよしのり       | 伊部晴美   | 4:10  |
| B2.       | 「雪化粧」                     | 山上路夫                  | 猪俣公章             | 森岡賢一郎 | 3:40  |
| B3.       | 「もう泣かないわ」             | 中山大三郎                | 中山大三郎           | 伊部晴美   | 3:41  |
| B4.       | 「愛のモトマチ」               | 三枝伸                    | 三枝伸               | 小野崎孝輔 | 4:05  |
| B5.       | 「雨夜花（ウー・ヤー・ホエ）」 | 邱振庭 信楽順三（補作詞） | 鄧雨賢               | 羽丘仁     | 3:05  |
| B6.       | 「台北の夜」                   | 斉木勉                    | 信楽順三             | 小野崎孝輔 | 3:55  |
| 合計時間: | 合計時間:                      | 合計時間:                 | 合計時間:            | 合計時間:  | 43:56 |